# Eugénie Cotton
Eugénie Cotton, född 1881, död 1967, var en fransk forskare, feminist och socialist. 
Nedslagskratern Cotton på planeten Venus är uppkallad efter henne.